# الكراسات التونسية
الكراسات التونسية هي مجلة فصلية تونسية مختصة في العلوم الإنسانية، تأسست عام 1953 في إطار معهد الدراسات العليا بتونس ثم واصلت نشرها جامعة تونس وتحديدا كلية الآداب والعلوم الإنسانية بتونس.

غلاف الكراسات التونسية لعام 1954

تعدّ هذه المجلة امتدادا لمجلة سابقة تحمل اسم المجلة التونسية.